# Rud, Göteborg
Rud är en stadsdel med stadsdelsnummer 60 i Västra Frölunda i Göteborg. Stadsdelsgrannar är: i nordväst och norr nr 55 Älvsborg; i öster nr 58 Järnbrott och i söder nr 61 Tynnered. Stadsdelen har en areal på 292 hektar.
Namnet på byn Rud är belagt från 1495 med namnformen Rudh och Rwdh. Betydelsen är röjning/röjd plats av fornsvenskans rýdh.

## Historia
Rud ingick tidigare i Västra Frölunda socken och inkorporerades år 1945 med Göteborg. Området var jordbruksområde, men jordbruket lades ner på 1960-talet och bostadsområden anlades. Från jordbrukstiden har Grimmereds by bevarats.

## Grimmereds by
Hemmanet Grimmered omnämns första gången år 1546 och utvecklades under 1800-talet till en "byplats". Laga skifte genomfördes åren 1846–1847, men bebyggelsen flyttades inte. Nya byggnader med bostadshus och ladugårdar i vinkel kom senare att uppföras. På 1960-talet bestod byn av fyra gårdar samlade intill varandra och ytterligare tre, som var belägna i utkanten av byn. Delar av byn har bevarats i form av två kompletta gårdar, tre bostadshus och ett par ekonomibyggnader. I byn ingår även omkring 20 radhus. Grimmereds by ingår i kommunens bevaringsprogram sedan år 1975.

## Påvelundsstugan
Påvelundsstugan är en knuttimrad envånings parstuga uppförd på 1770-talet. Det ursprungliga hemmanet kallades Skår, men år 1651 gav kronan, som ägde marken, den till kommendanten i Göteborg, Nils Påfve, adlad Påfvenfelt, varvid gården fick namnet Påvelund. Påvelundsstugan var permanent bebodd till år 1906 och nyttjades som skollokal under åren 1849–1867. Ladugården revs i början av 1900-talet. Byggnaden ägs av Göteborgs kommun och disponeras av Västra Frölunda Hembygdsförening och ingår i kommunens bevaringsprogram sedan år 1975.

## Skolor
- Slottsbergsskolan är en låg- och mellanstadieskola i stadsdelen Rud på tomt nr 1 i 7:e kvarteret Hatten med adress Munspelsgatan 6. Skolan uppfördes med prefabricerade paviljonger till höstterminen 1965. Boustedt & Heineman arkitektkontor svarade för ritningarna.[8]
- Tomtebergsskolan togs i bruk på vårterminen 1963. Arkitekt var SAR John Snis i Göteborg och entreprenör var byggmästare E. Arvid Malm i Göteborg. Skolan uppfördes cirka 150 meter sydväst om Musikvägen intill Ekebäcksskolan. Tomten var cirka 6 800 kvadratmeter, med infart från Fiolgatan. Skolan indelades i åtta envånings paviljonger, varav sju klassrumspaviljonger med vardera två klassrum och materielrum samt en gymnastikbyggnad.[9]
- Ekebäcksskolan.